# سم واترستون
سَم واتِرستون (انگلیسی: Sam Waterston؛ زاده ۱۵ نوامبر ۱۹۴۰) هنرپیشه، کارگردان و تهیه‌کننده اهل ایالات متحده آمریکا است.

## گزیده نقش‌آفرینی‌ها
- سه (فیلم ۱۹۶۹) (۱۹۶۹)
- باغ وحش شیشه‌ای (فیلم ۱۹۷۳) (۱۹۷۳)
- گتسبی بزرگ (فیلم ۱۹۷۴) (۱۹۷۴)
- کاپریکورن یک (۱۹۷۷)
- صحنه‌های داخلی (۱۹۷۸)
- دروازه بهشت (فیلم) (۱۹۸۰)
- اوپنهایمر (۱۹۸۰)
- ویلیام شیرین (فیلم)  (۱۹۸۰)
- میدان‌های کشتار (فیلم) (۱۹۸۴)
- نشان هشدار (فیلم) (۱۹۸۵)
- هانا و خواهرانش (۱۹۸۶)
- سپتامبر (فیلم ۱۹۸۷) (۱۹۸۷)
- جنایت و جنحه (۱۹۸۹)
- مرد توی ماه (۱۹۹۱)
- سریال مام (۱۹۹۴)
- نیکسون (فیلم) (۱۹۹۵)
- توطئه سایه (۱۹۹۷)
- طلاق (۲۰۰۳)
- بیهوشی (فیلم) (۲۰۱۵)
- دوشیزه اسلون (۲۰۱۶)
- بی‌خدا (مجموعه تلویزیونی) (۲۰۱۷)
- بر اساس جنسیت (۲۰۱۸)
- اتاق خبر

## جوایز و نامزدی‌ها
| سال  | انجمن                          | رده                                                                              | کار نامزدشده                | نتیجه    |
| ---- | ------------------------------ | -------------------------------------------------------------------------------- | --------------------------- | -------- |
| ۱۹۷۴ | جایزه امی ساعات پربیننده       | Outstanding Supporting Actor in a Miniseries or a Movie                          | باغ وحش شیشه‌ای (فیلم ۱۹۷۳)  | نامزدشده |
| ۱۹۷۵ | جایزه گلدن گلوب                | جایزه گلدن گلوب بهترین بازیگر نقش مکمل مرد                                       | گتسبی بزرگ (فیلم ۱۹۷۴)      | نامزدشده |
| ۱۹۷۵ | جایزه گلدن گلوب                | New Star of the Year – Actor                                                     | گتسبی بزرگ (فیلم ۱۹۷۴)      | نامزدشده |
| ۱۹۸۱ | BAFTA TV Awards                | Best Actor on Television                                                         | Oppenheimer                 | نامزدشده |
| ۱۹۸۳ | جایزه گلدن گلوب                | Best Actor – Miniseries or Television Film                                       | Oppenheimer                 | نامزدشده |
| ۱۹۸۵ | جایزه اسکار                    | جایزه اسکار بهترین بازیگر نقش اول مرد                                            | میدان‌های کشتار (فیلم)       | نامزدشده |
| ۱۹۸۵ | جوایز فیلم بفتا                | جایزه بفتای بهترین بازیگر نقش اول مرد                                            | میدان‌های کشتار (فیلم)       | نامزدشده |
| ۱۹۸۵ | جایزه گلدن گلوب                | جایزه گلدن گلوب بهترین بازیگر مرد فیلم درام                                      | میدان‌های کشتار (فیلم)       | نامزدشده |
| ۱۹۹۲ | جایزه گلدن گلوب                | Best Actor – Television Series Drama                                             | I'll Fly Away               | نامزدشده |
| ۱۹۹۲ | جایزه امی ساعات پربیننده       | جایزه امی ساعات پربیننده برای بهترین بازیگر نقش اول مرد در مجموعه تلویزیونی درام | I'll Fly Away               | نامزدشده |
| ۱۹۹۲ | Viewers for Quality Television | Best Actor in a Quality Drama Series                                             | I'll Fly Away               | نامزدشده |
| ۱۹۹۳ | جایزه گلدن گلوب                | Best Actor – Television Series Drama                                             | I'll Fly Away               | برنده    |
| ۱۹۹۳ | جایزه امی ساعات پربیننده       | جایزه امی ساعات پربیننده برای بهترین بازیگر نقش اول مرد در مجموعه تلویزیونی درام | I'll Fly Away               | نامزدشده |
| ۱۹۹۳ | Viewers for Quality Television | Best Actor in a Quality Drama Series                                             | I'll Fly Away               | نامزدشده |
| ۱۹۹۴ | Drama Desk Awards              | Outstanding Actor in a Play                                                      | Abe Lincoln in Illinois     | نامزدشده |
| ۱۹۹۴ | جایزه امی ساعات پربیننده       | Outstanding Lead Actor in a Miniseries or a Movie                                | I'll Fly Away: Then and Now | نامزدشده |
| ۱۹۹۴ | جایزه تونی                     | Best Actor in a Play                                                             | Abe Lincoln in Illinois     | نامزدشده |
| ۱۹۹۵ | جایزه گلدن گلوب                | Best Actor – Television Series Drama                                             | نظم و قانون                 | نامزدشده |
| ۱۹۹۵ | جایزه انجمن بازیگران فیلم      | Outstanding Performance by an Ensemble in a Drama Series                         | نظم و قانون                 | نامزدشده |
| ۱۹۹۶ | جایزه انجمن بازیگران فیلم      | Outstanding Performance by an Ensemble in a Drama Series                         | نظم و قانون                 | نامزدشده |
| ۱۹۹۷ | جایزه امی ساعات پربیننده       | جایزه امی ساعات پربیننده برای بهترین بازیگر نقش اول مرد در مجموعه تلویزیونی درام | نظم و قانون                 | نامزدشده |
| ۱۹۹۷ | جایزه انجمن بازیگران فیلم      | Outstanding Performance by an Ensemble in a Drama Series                         | نظم و قانون                 | نامزدشده |
| ۱۹۹۸ | جایزه ستلایت                   | Best Actor – Television Series Drama                                             | نظم و قانون                 | نامزدشده |
| ۱۹۹۸ | جایزه انجمن بازیگران فیلم      | Outstanding Performance by a Male Actor in a Drama Series                        | نظم و قانون                 | نامزدشده |
| ۱۹۹۸ | جایزه انجمن بازیگران فیلم      | Outstanding Performance by an Ensemble in a Drama Series                         | نظم و قانون                 | نامزدشده |
| ۱۹۹۸ | Viewers for Quality Television | Best Actor in a Quality Drama Series                                             | نظم و قانون                 | نامزدشده |
| ۱۹۹۹ | جایزه امی ساعات پربیننده       | جایزه امی ساعات پربیننده برای بهترین بازیگر نقش اول مرد در مجموعه تلویزیونی درام | نظم و قانون                 | نامزدشده |
| ۱۹۹۹ | جایزه انجمن بازیگران فیلم      | Outstanding Performance by a Male Actor in a Drama Series                        | نظم و قانون                 | برنده    |
| ۱۹۹۹ | جایزه انجمن بازیگران فیلم      | Outstanding Performance by a Male Actor in a Drama Series                        | نظم و قانون                 | نامزدشده |
| ۱۹۹۹ | Viewers for Quality Television | Best Actor in a Quality Drama Series                                             | نظم و قانون                 | نامزدشده |
| ۲۰۰۰ | جایزه امی ساعات پربیننده       | جایزه امی ساعات پربیننده برای بهترین بازیگر نقش اول مرد در مجموعه تلویزیونی درام | نظم و قانون                 | نامزدشده |
| ۲۰۰۰ | جایزه ستلایت                   | Best Actor – Television Series Drama                                             | نظم و قانون                 | نامزدشده |
| ۲۰۰۰ | جایزه انجمن بازیگران فیلم      | Outstanding Performance by an Ensemble in a Drama Series                         | نظم و قانون                 | نامزدشده |
| ۲۰۰۰ | Viewers for Quality Television | Best Actor in a Quality Drama Series                                             | نظم و قانون                 | نامزدشده |
| ۲۰۰۱ | جایزه انجمن بازیگران فیلم      | Outstanding Performance by an Ensemble in a Drama Series                         | نظم و قانون                 | نامزدشده |
| ۲۰۰۲ | جایزه انجمن بازیگران فیلم      | Outstanding Performance by an Ensemble in a Drama Series                         | نظم و قانون                 | نامزدشده |
| ۲۰۰۴ | جایزه انجمن بازیگران فیلم      | Outstanding Performance by an Ensemble in a Drama Series                         | نظم و قانون                 | نامزدشده |